# Yorima sequoiae
Yorima sequoiae är en spindelart som först beskrevs av Chamberlin och Ivie 1937.  Yorima sequoiae ingår i släktet Yorima och familjen kardarspindlar. Inga underarter finns listade i Catalogue of Life.